# Street art et droit d'auteur

Peinture murale de Banksy à Bristol (Angleterre).

Le statut juridique du street art (ou art urbain) est complexe vis-à-vis du droit, et particulièrement du droit d'auteur.
Son statut juridique pose question pour de nombreuses raisons, notamment du fait que la création peut avoir été réalisée sans l'accord du propriétaire du support. Il convient d'en analyser les différents éléments : son statut légal, le droit de propriété, le droit d'auteur ainsi que la responsabilité légale en cas de non-respect du droit. 

## En Allemagne
La liberté de panorama permet une reproduction libre des œuvres.

## En France
La jurisprudence sur le droit d'auteur souligne que l'auteur en est privé dans le cas où l'œuvre a été réalisée de manière illégale, sans l'accord du propriétaire du support.